# Njukčabealjávrrit (västra)
Njukčabealjávrrit (västra) eller Njuktsapeäljavri är en sjö i kommunen Utsjoki i landskapet Lappland i Finland. Sjön ligger 291,8 meter över havet. Arean är 43 hektar och strandlinjen är 5,3 kilometer lång. Sjön  ingår i Tana älvs huvudavrinningsområde.   Den ligger omkring 360 kilometer norr om Rovaniemi och omkring 1100 kilometer norr om Helsingfors. 
Den andra sjön är Njukčabealjávrrit (östra). 